# Give Me 'Ed... Til I'm Dead Tour
Give Me 'Ed... Til I'm Dead Tour var det engelska heavy metal-bandet Iron Maidens sommarturné 2003.
Turnén följde på samlingsboxen Eddie's Archive som släppts 2002 och samlingsalbumet Edward the Great, och låtlistan fokuserade till största delen på bandets äldre låtar. Som smakprov från albumet Dance of Death som skulle släppas till hösten spelades den kommande singeln Wildest Dreams. 
Turnén hade premiär den 23 maj 2003 i Spanien och avslutades den 30 augusti 2003 i Kalifornien. Totalt uppgick turnén till 55 konserter.

## Sverige
Den 28 juni 2003 spelade Iron Maiden på Stockholms stadion. Konserten var slutsåld. En biljett på planen kostade 380 kr. Konserten spelades precis som Iron Maidens tidigare Stadion-konsert år 2000 in av Sveriges Radio och sändes i en nerkortad version i P3 Live.

## Låtlista
1. The Number of the Beast (The Number of the Beast, 1982)
2. The Trooper (Piece of Mind, 1983)
3. Die With Your Boots On (Piece of Mind, 1983)
4. Revelations (Piece of Mind, 1983)
5. Hallowed Be Thy Name (The Number of the Beast, 1982)
6. 22 Acacia Avenue (The Number of the Beast, 1982)
7. Wildest Dreams (Dance of Death, 2003)
8. The Wicker Man (Brave New World, 2000)
9. Brave New World (Brave New World, 2000)
10. The Clansman (Virtual XI, 1998)
11. The Clairvoyant (Seventh Son of a Seventh Son, 1988)
12. Heaven Can Wait (Somewhere in Time, 1986)
13. Fear of the Dark (Fear of the Dark 1992)
14. Iron Maiden (Iron Maiden, 1980)
15. Bring Your Daughter...To the Slaughter (No Prayer for the Dying, 1990)
16. 2 Minutes To Midnight (Powerslave, 1984)
17. Run To The Hills (The Number of the Beast, 1982)

## Bandsättning
- Steve Harris - bas
- Bruce Dickinson - sång
- Janick Gers - gitarr
- Nicko McBrain - trummor
- Dave Murray - gitarr
- Adrian Smith - gitarr